# Flodskyggfisk
Flodskyggfisk (Salaria fluviatilis), en fisk i familjen slemfiskar som finns i söt- och brackvatten nära medelhavskusterna.

## Utseende
Flodskyggfisken är avlång, med trubbigt huvud och naken hud utan fjäll. Den har flera rundade, långsträckta fläckar längs sidorna, ett litet, köttigt bihang över ögonen, bukfenor med smala, styva strålar och en lång ryggfena som täcker större delen av ryggen. Tänderna är långa, och de fyra hörntänderna är kraftigare än övriga tänder. Hanarna har dessutom en lång, längsgående benkam på hjässan. Arten kan bli 15 cm lång.

## Vanor
En bottenfisk (larverna är dock pelagiska) som framför allt lever i floder och vattendrag men som också kan förekomma i sjöar. Den föredrar grus- och stenbotten. Arten kan dessutom vistas i kustnära laguner med låg salthalt. Den hävdar revir och lever under stenar. Det är en kortlivad art som lever i upp till 5 år, de flesta individer dock betydligt kortare än så. Födan består av olika bottendjur. Fisken är en nyfiken art som kan resa sig upp på de styva bukfenorna.

### Fortplantning
Flodskyggfisken leker för första gången vid knappt ett års ålder, då honan lägger 200 till 300 (i undantagsfall upp till 1 200) ägg i ett enda lager under en stor sten. Flera honor kan leka med samma hane. Denne vårdar och vaktar därefter äggen tills de kläcks efter ungefär en vecka. Leken kan upprepas till fjärde året; de flesta honor dör dock redan efter första lektillfället.

## Utbredning
Utbredningsområdet omfattar de flesta av länderna kring Medelhavet, som Algeriet, Marocko, Spanien, Frankrike, Italien, Kroatien, Albanien, Montenegro, Grekland, Turkiet och Israel.

## Status
Arten är klassificerad som livskraftig ("LC") av IUCN, och populationen är stabil. Den är dock kraftigt fragmenterad, och övergödning, vattenregleringar och grustäkt betraktas ändå som potentiella hot.